# Повіт Ісікарі
Пові́т Ісіка́рі (яп. 石狩郡, いしかりぐん, МФА: [iɕi̥kaɾʲi guɴ]) — повіт в Японії, в окрузі Ісікарі префектури Хоккайдо.